# Vanilla atropogon
Vanilla atropogon je druh vanilovníku, který objevili pracovníci pražské botanické zahrady s vietnamskými kolegy v džungli přírodní rezervace Hon Ba na jihu Vietnamu v roce 2013.
Druh byl objeven v nížinném lese na březích říčky Song Day. Šlo o nápadnou a vzrostlou liánu s poměrně velkými květy.
Barva květů je zelenožlutá, ale jeden květní plátek (takzvaný pysk) je tmavě červený a uprostřed má trs chlupů. Podle tmavých chlupů a pysku dostala jméno. Pogon znamená plnovous a atros je tmavý.